# San Francisco Bay Area

Lage der Bay Area in Kalifornien

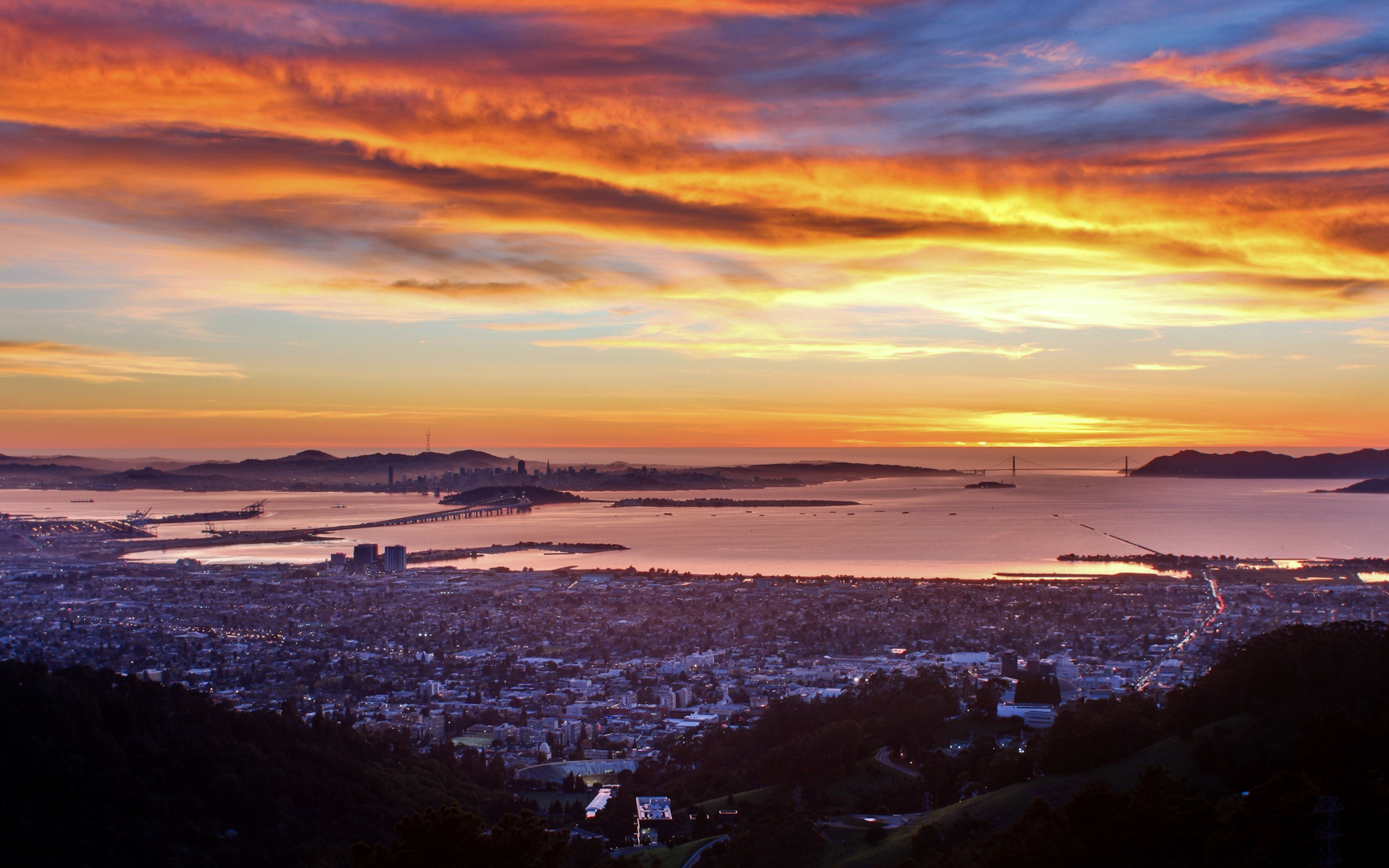
Blick über Berkeley bei Sonnenuntergang, mit Sicht über die Bucht von San Francisco

Die San Francisco Bay Area [ˌsæn fɹənˈsɪskoʊ ˌbeɪ ˈeəɹiə] („Gebiet um die Bucht von San Francisco“), kurz auch die Bay Area genannt, ist eine Metropolregion im nördlichen Teil des US-Bundesstaates Kalifornien. Ihre wichtigsten Städte gruppieren sich um die Bucht von San Francisco. Größte Stadt der Region ist San Jose südlich der Bucht, kulturell dominierend jedoch ihr kaum kleineres historisches Zentrum San Francisco. Gemeinsam mit der drittgrößten Stadt Oakland gegenüber San Francisco am Ostufer der Bucht, den zahlreichen kleineren Groß- und Mittelstädten sowie den übrigen Gemeinden des Umlands umfasst die Region rund sieben Millionen Einwohner. Damit ist die Bay Area die fünftgrößte Metropolregion in den Vereinigten Staaten, weltweit liegt sie auf Platz 41.

## Geografie

Satellitenbild

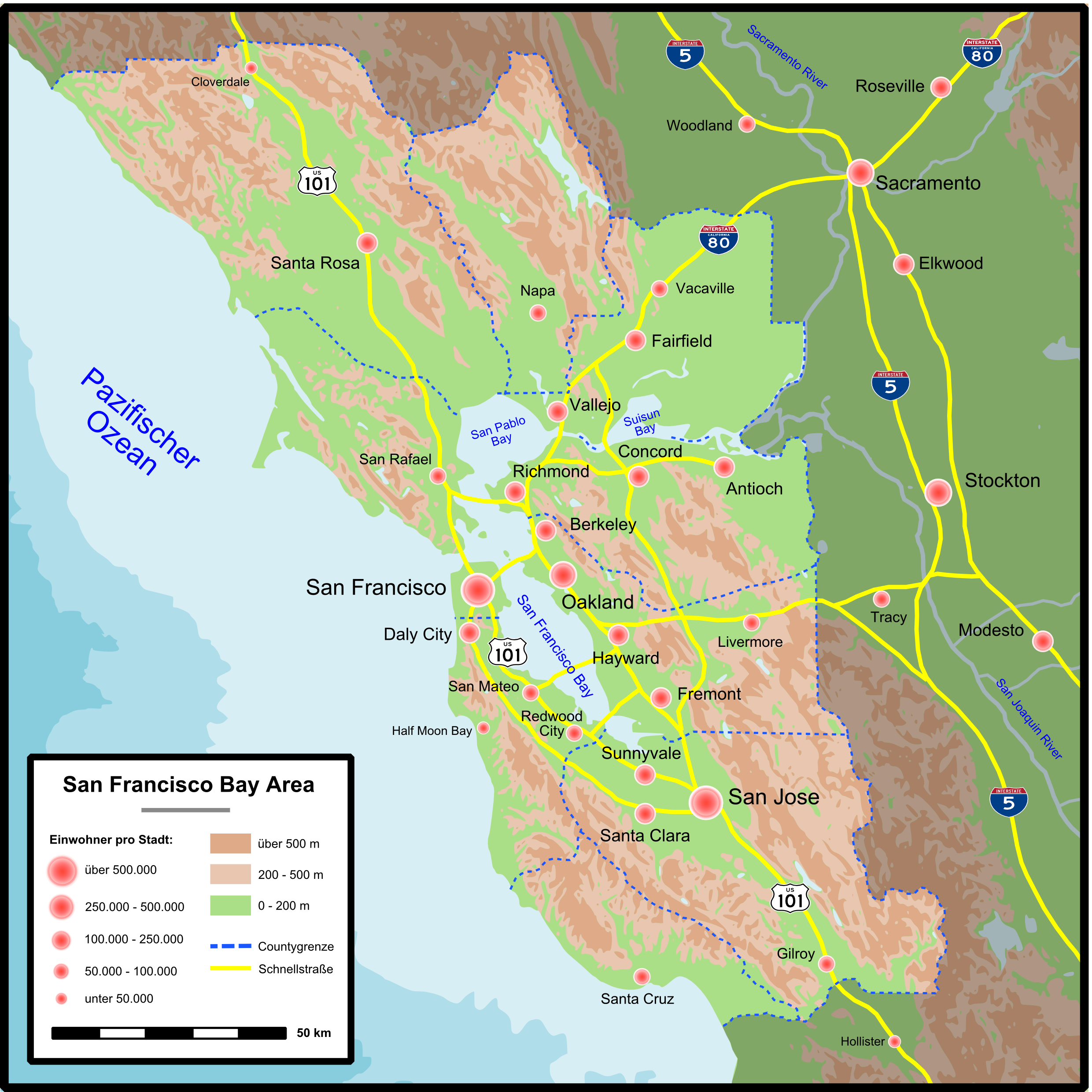
Physische Karte der Bay Area

### Topografie

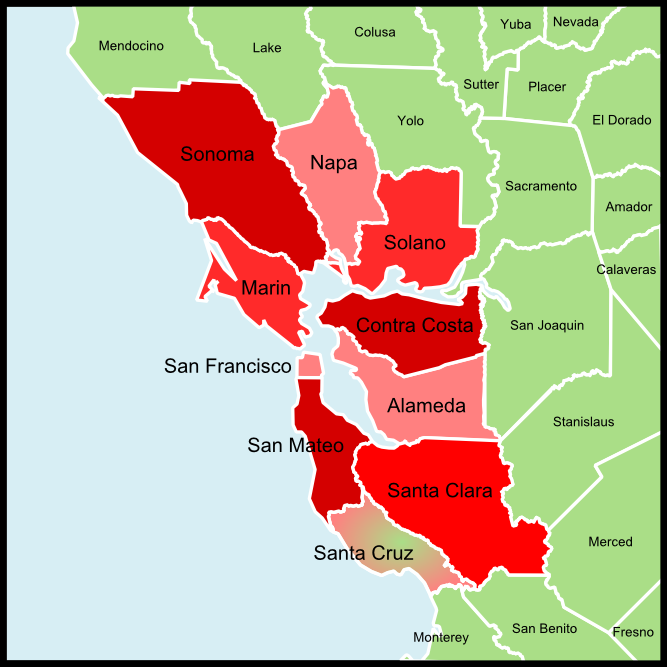
Die Countys der Bay Area und ihr Umland

Die Bucht von San Francisco (San Francisco Bay) ist namensgebend für die sie umgebende Region. An die eigentliche Bucht angeschlossen sind zwei Nebenbuchten, die San Pablo Bay und die Suisun Bay. Die Countys der Bay Area gruppieren sich um diese drei Buchten, die insgesamt eine Wasserfläche von 1600 km² umfassen. Die San Francisco Bay und ihre Nebenbuchten werden nach Norden und Süden durch die pazifischen Küstengebirge begrenzt, nach Westen durch den Pazifischen Ozean und nach Osten durch das Kalifornische Längstal (Central Valley).
Die San Francisco Bay bildet die einzige natürliche Öffnung des Central Valley. Dessen Hauptflüsse, der Sacramento River und der San Joaquin River, bilden in ihrem Mündungsbereich ein großes Delta und vereinigen sich schließlich bei Antioch. Von hier aus fließen sie über die Suisun Bay, die San Pablo Bay und die San Francisco Bay in den Pazifischen Ozean. In den Bergen nördlich Bay Area entspringen der Napa River und der Russian River, die sich in die San Pablo Bay bzw. den Pazifik ergießen. Im südlichen Bereich der Bay Area fließt der Guadalupe River in die Bucht von San Francisco.
Nördlich der Bay Area liegen die Mayacamas Mountains, die schließlich in die Mendocino Range übergehen. Höchster Punkt der Mayacamas Mountains auf dem Gebiet der Bay Area Countys ist der Mount Saint Helena mit einer Höhe von 1319 Metern. Südlich der Bucht von San Francisco liegt die Diablo Range, die sich bis ins südliche Kalifornien erstreckt. Ihre höchsten Berge innerhalb der Bay Area sind Mount Hamilton (1327 Meter) und Mount Diablo (1160 Meter). Die Halbinsel, auf der San Francisco liegt, wird von den Santa Cruz Mountains dominiert, deren höchster Punkt der Loma Prieta (1155 Meter) ist.

### Subregionen
Die Bay Area wird in verschiedene Unterregionen eingeteilt: Das Gebiet nördlich der San Francisco Bay ist bekannt als North Bay und umfasst die Countys Marin, Sonoma, Napa und Solano. Sie ist der am wenigsten verstädterte Teil der Bay Area, ihre größte Stadt ist Santa Rosa.
Westlich der Bucht von San Francisco liegt die San-Francisco-Halbinsel, örtlich nur the Peninsula (die Halbinsel) genannt. Dieser Bereich besteht aus der Stadt San Francisco selbst und dem San Mateo County. Die meisten Städte dieser Region sind in einer langen Kette angeordnet, die sich an der Bucht entlangzieht. Das Silicon Valley beginnt im südlichen Teil des San Mateo County und umfasst bereits dessen Verwaltungssitz Redwood City. Das Silicon Valley setzt sich in der South Bay fort. Sie besteht aus dem Santa Clara County, das unter anderem die Städte Sunnyvale, Santa Clara und San Jose umfasst. San Jose bildet das Ende des Silicon Valleys.
Das Gebiet um die Städte Oakland, Fremont und Richmond wird als East Bay bezeichnet. Diese deckt sich mit den Countys Contra Costa und Alameda.
Laut der Association of Bay Area Governments umfasst das Gebiet der Metropolregion nur die neun Countys, die an die Bucht von San Francisco und San Pablo angrenzen. Dieses Gebiet unterteilt das Office of Management and Budget zu statistischen Zwecken in verschiedene Metropolitan Statistical Areas:

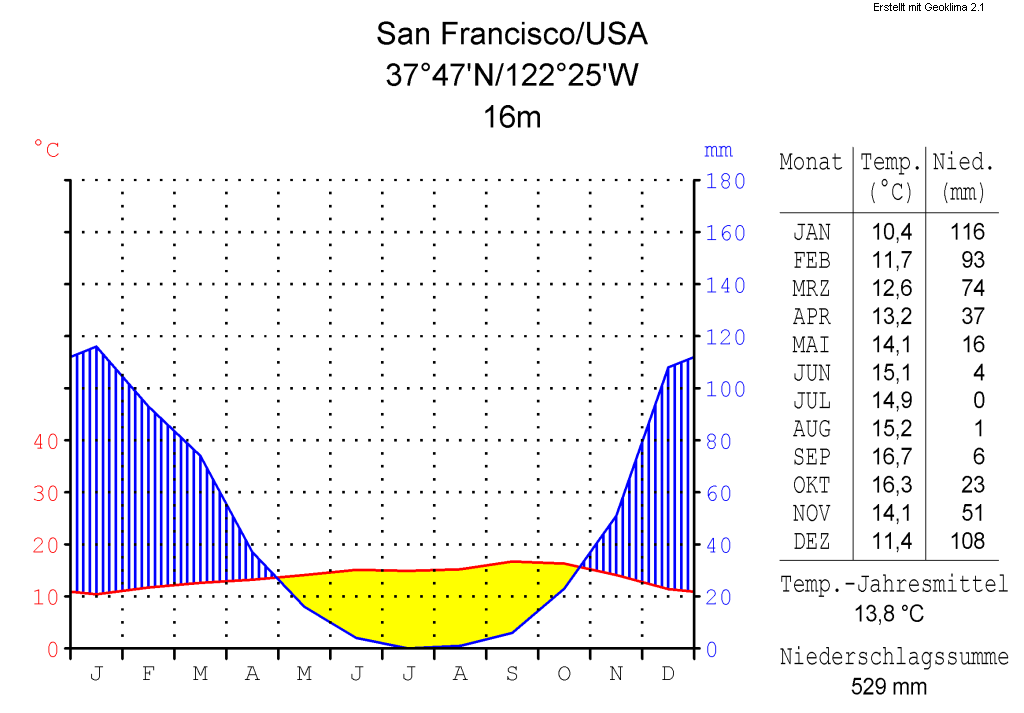
Klimadiagramm von San Francisco

- Die San Francisco–Oakland–Fremont, CA Metropolitan Statistical Area umfasst die Stadt San Francisco sowie die Countys Alameda, Contra Costa, Marin und San Mateo und gilt als das Kernstück der Bay Area.
- Die Napa, CA Metropolitan Statistical Area entspricht dem Napa County.
- Die Vallejo, CA Metropolitan Statistical Area entspricht dem Solano County.
- Die Santa Rosa–Petaluma, CA Metropolitan Statistical Area entspricht dem Sonoma County.
- Außerdem ist das Santa Clara County der San Jose–Sunnyvale–Santa Clara, CA Metropolitan Statistical Area Teil der Bay Area.[4]

### Klima

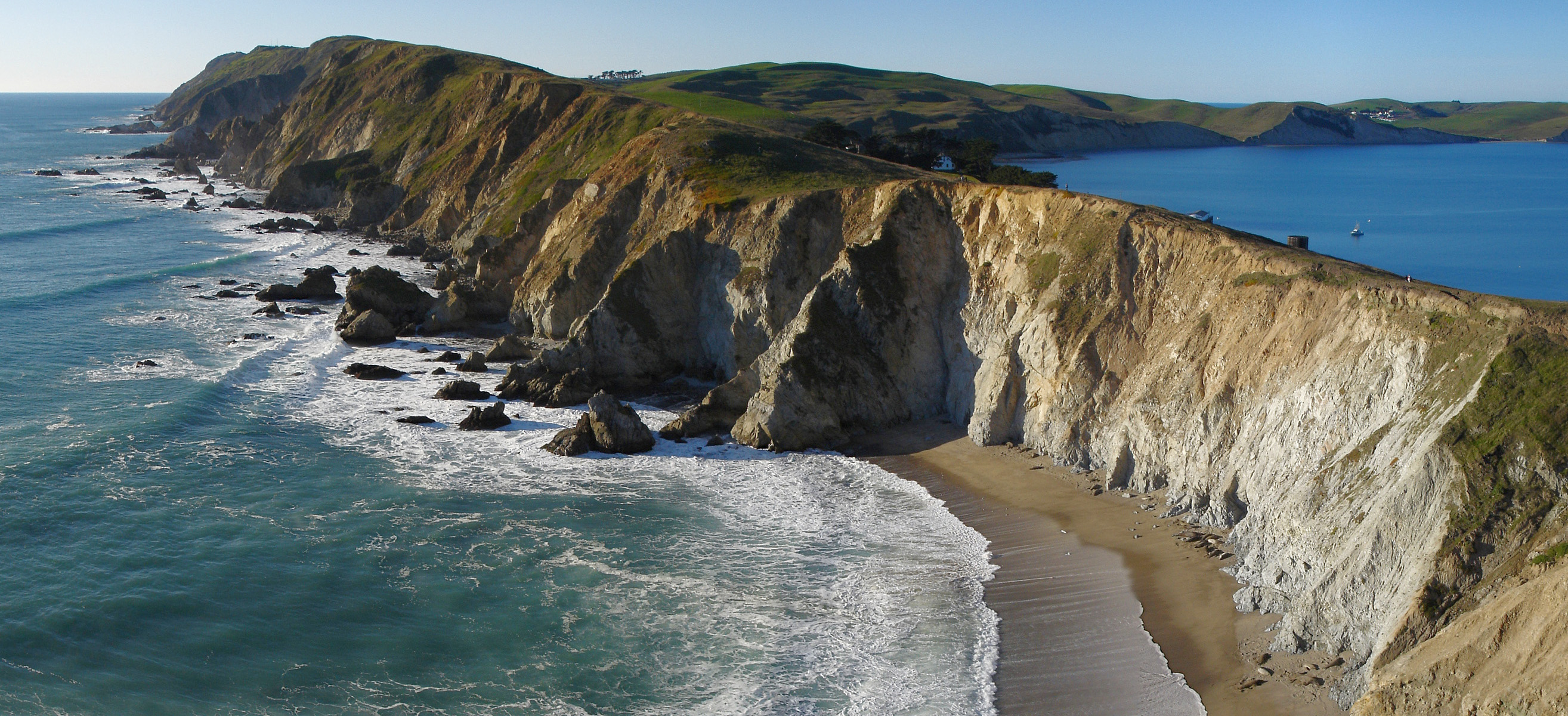
Die Steilküste bei Point Reyes

Aufgrund der großen Wasserflächen und der verschiedenen Gebirge beinhaltet die Bay Area Subregionen mit leicht voneinander abweichendem Klima. Die jährlichen Durchschnittstemperaturen liegen zwischen 14 und 16 Grad Celsius. Die Gebiete nahe dem Pazifik weisen mit kühlen Sommern und milden Wintern allerdings deutlich geringere Temperaturschwankungen auf als die Städte im Landesinneren wie Livermore. Letztere verzeichnen zudem nur einen geringen Niederschlag, da sie teilweise vom Ozean durch Berge abgetrennt sind. Im Gegensatz dazu haben die küstennahen Gebiete der North Bay einen so hohen Niederschlag, dass hier Küstenmammutbäume wachsen können.

### Natur
Die Bay Area umfasst mehrere naturgeschützte Naherholungsgebiete, die allerdings nicht in die Kategorie von Nationalparks fallen. Dazu zählen in Marin die Point Reyes National Seashore und das Muir Woods National Monument, sowie die Golden Gate National Recreation Area, die sich zusätzlich über San Francisco und San Mateo erstreckt. In Contra Costa liegt der Mount Diablo State Park, in Santa Cruz der Big Basin Redwoods State Park.

## Wirtschaft

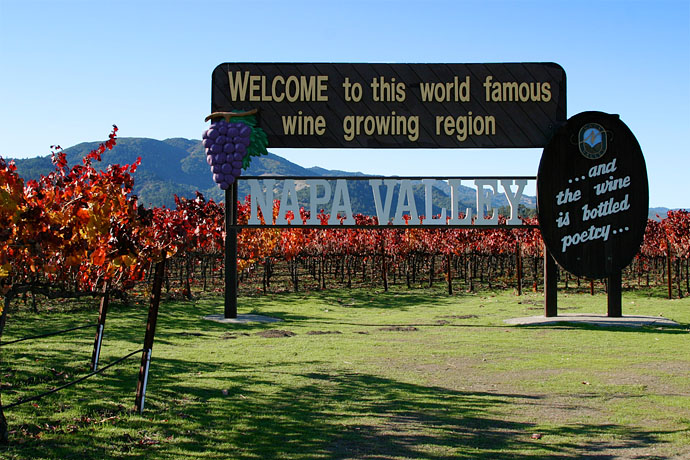
Napa Valley ist weltbekannt für seine Weine

Alle Countys der Bay Area haben im innerkalifornischen Vergleich überdurchschnittliche Einkommen. Marin ist sogar reichstes County in den gesamten Vereinigten Staaten.

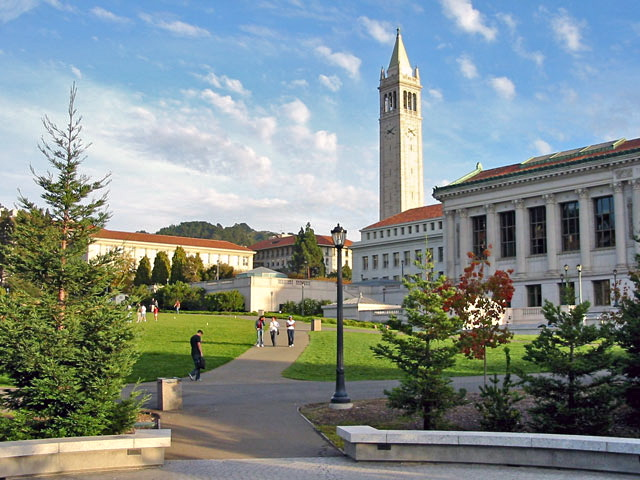
Campus der Universität von Berkeley

Bedeutend für die Wirtschaft der Bay Area sind unter anderem die Weinregion des Napa Valley. Das Silicon Valley ist das wichtigste amerikanische High-Tech-Zentrum. Berkeley verfügt über eine der angesehensten Universitäten der Vereinigten Staaten.

## Verkehr

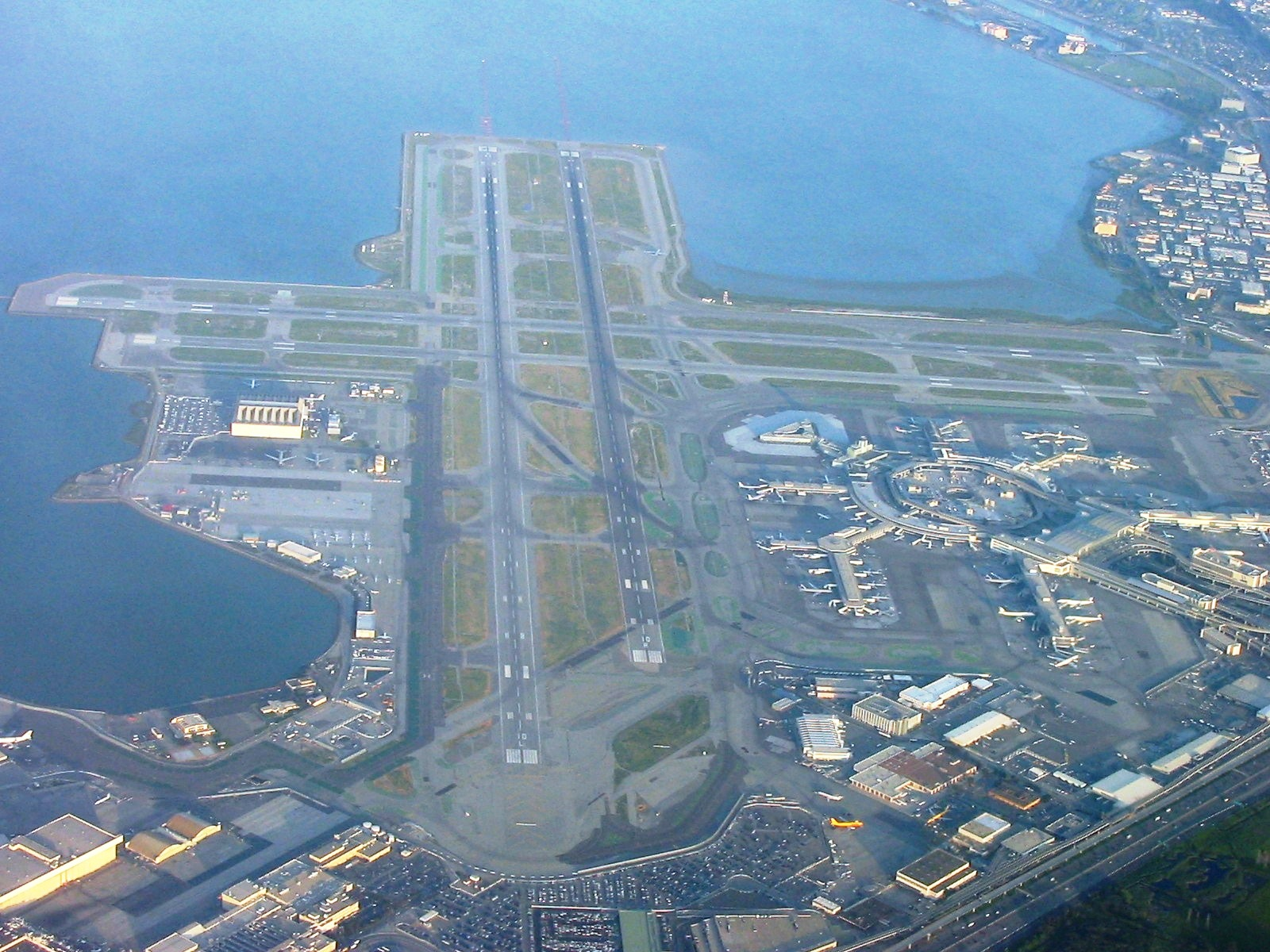
Der Flughafen San Francisco

### Flugverkehr

Die Brücken der Bay Area

Die Bay Region verfügt über drei internationale Flughäfen. Der älteste und bedeutendste ist der San Francisco International Airport (SFO). Mit etwa 37 Millionen Passagieren jährlich befindet er sich auf Platz 13 der größten amerikanischen Flughäfen. Weltweilt liegt der Flughafen San Francisco in dieser Statistik auf Rang 23. Er bietet täglich mehrere Direktflüge nach Frankfurt sowie direkte Verbindungen nach Düsseldorf und München.
Von steigender Bedeutung sind der Oakland International Airport (OAK) sowie der San Jose International Airport (SJC) mit 7 bzw. 5 Millionen Passagieren jährlich. Beide bieten vor allem inneramerikanische Flüge an.

### Straßenverkehr
Die Bay Area ist durch mehrere Schnellstraßen mit anderen amerikanischen Ballungsräumen vernetzt. Die Interstate 5 verläuft entlang der amerikanischen Westküste von Seattle bis San Diego. Die Bay Area ist über andere Schnellstraßen an diese angeschlossen. Die zweite wichtige Nord-Süd-Verbindung ist die U.S. Route 101, welche von Cloverdale über San Francisco entlang San Jose bis Gilroy durch die Bay Area verläuft.
Die bedeutendste Schnellstraße in östlicher Richtung ist die Interstate 80. Diese beginnt in San Francisco und verläuft über Oakland und Sacramento bis zur amerikanischen Ostküste, wo sie in New York endet.
Darüber hinaus sind für den Verkehr innerhalb der Bay Area weitere Schnellstraßen von Bedeutung: Parallel zur U.S. Route 101 verläuft zwischen der San-Francisco-Halbinsel und der South Bay die Interstate 280. In San Rafael beginnt die Interstate 580, welche die North Bay mit der East Bay verbindet, bevor sie bei Tracy die Interstate 80 schneidet. Die Interstate 880 verbindet East Bay und Southbay zwischen Oakland und San Jose.
Mehrere Brücken verbinden die Regionen der Bay Area miteinander: Die Richmond-San Rafael Brücke, die Carquinez-Brücke und die Benicia-Martinez Brücke verlaufen zwischen der North Bay und der East Bay. Die Golden Gate Bridge zwischen der North Bay und San-Francisco-Halbinsel ist die bekannteste Brücke der Bay Area. Die Bay Bridge verbindet San Francisco mit Oakland und vernetzt gemeinsam mit der San Mateo–Hayward Bridge und der Dumbarton Bridge die San-Francisco-Halbinsel mit der East Bay.

### Schiffsverkehr

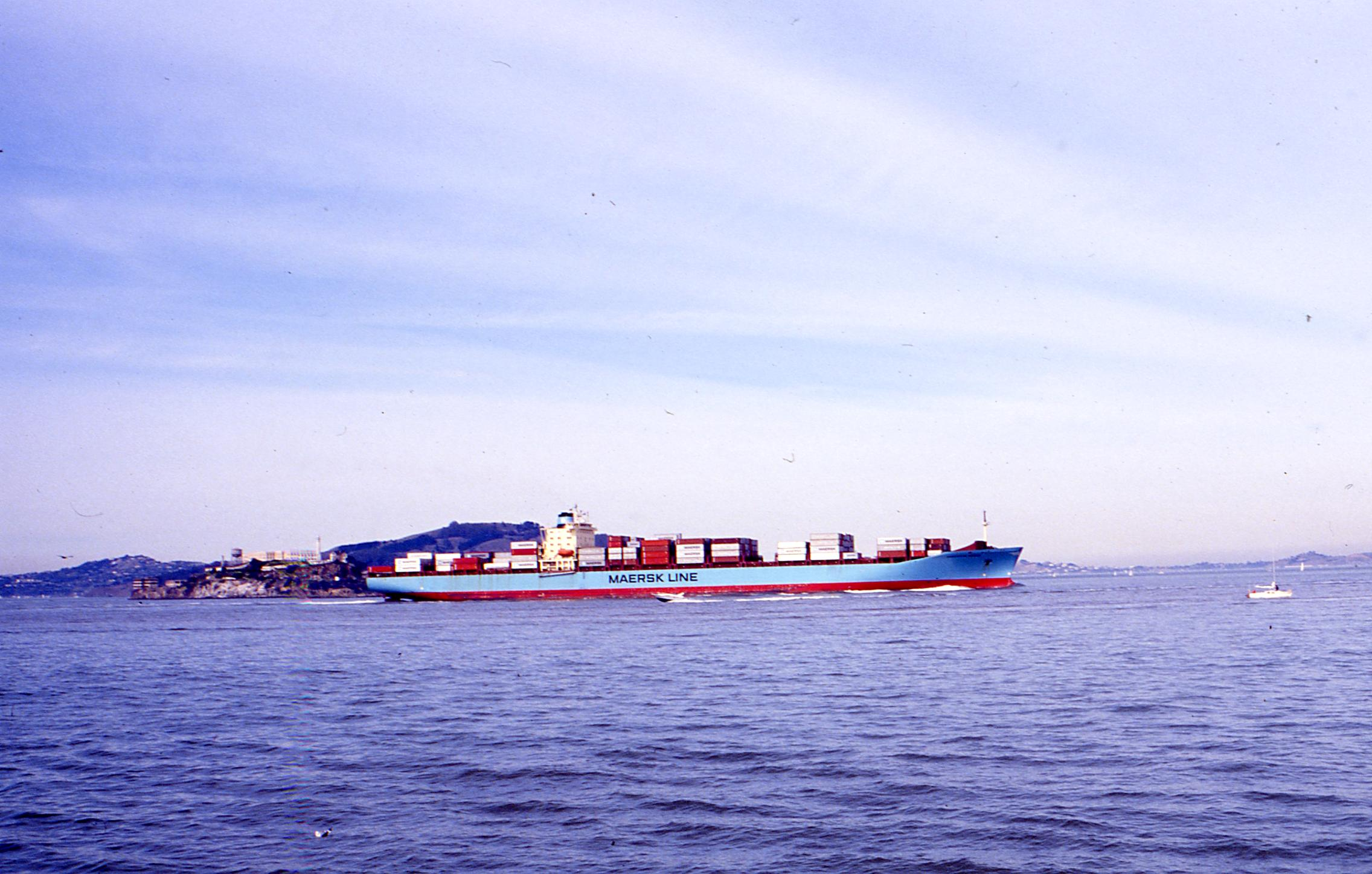
Maersk-Containerschiff vor Alcatraz

In Oakland befindet sich der viertgrößte amerikanische Seehafen.
Das bisher schwerste Schifffahrtsunglück in der San Francisco Bay Area ereignete sich am 22. Februar 1901, als der amerikanische Passagierdampfer City of Rio de Janeiro vor Fort Point mit einem Unterwasserfelsen zusammenstieß und sank. 138 der 220 Menschen an Bord kamen ums Leben.

### Öffentlicher Verkehr
Hauptlast des öffentlichen Verkehrs trägt das S-Bahn-ähnliche BART-System. Im Regionalverkehr verbindet der Caltrain die westliche sowie der Altamont Corridor Express Teile der südöstlichen Bay-Region. In San Francisco und San José existieren darüber hinaus zwei Stadt- und Straßenbahnnetze.
Im Eisenbahnfernverkehr ist die Region durch die Halte Oakland, Emeryville und San José an das Amtrak-System (Coast Starlight, Capitol Corridor, San Joaquin und California Zephyr) angeschlossen. An die derzeit in Bau befindlichen Strecken der California High-Speed Rail ist eine Anbindung geplant.

## Kultur

### Sport

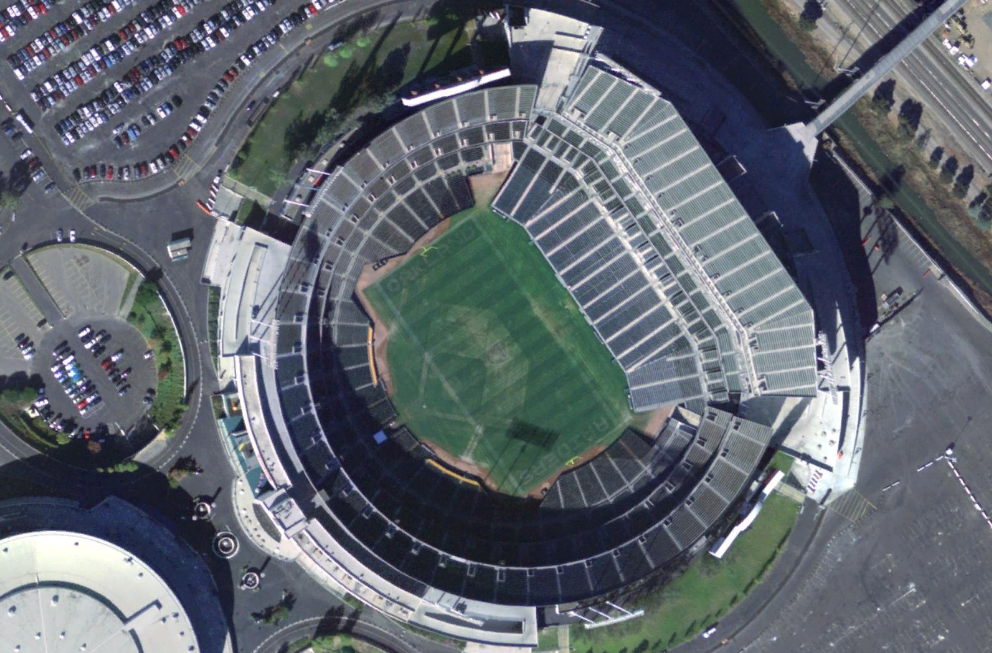
Das Oakland Coliseum ist Spielstätte der Athletics und war bis 2019 Spielstätte der damaligen Oakland Raiders

Zahlreiche Profiteams der in den Vereinigten Staaten populärsten Sportarten haben sich in der Bay Area angesiedelt. Dazu gehören mit den San Francisco Giants und den Oakland Athletics zwei Teams der Major League Baseball (MLB), sowie mit den San Francisco 49ers eine Mannschaft der National Football League (NFL). Die Las Vegas Raiders spielten von 1960 bis 1981 sowie von 1995 bis 2019 in Oakland und sind seit 2020 in Las Vegas beheimatet.
Die von 1971 bis 2019 in Oakland und seitdem wieder – wie schon von 1962 bis 1971 – in San Francisco ansässigen Golden State Warriors sind Mitglieder der National Basketball Association (NBA), die San Jose Sharks der National Hockey League, die San Jose Earthquakes der Major League Soccer.

### Musik
Die Bay Area war in den 1980er-Jahren ein Zentrum der Metal-Musik. Hier entwickelte sich deren besonders schnell gespielte Variante, der Thrash Metal. Wichtige Bands sind Exodus aus San Francisco, Testament aus Oakland sowie Death Angel aus Concord. Die bei weitem erfolgreichste Gruppe ist Metallica, die zwar in Los Angeles gegründet wurde, aber erst nach ihrem Umzug in die Bay Area bekannt wurde.
Ebenfalls aus der Bay Area und weltbekannt ist die Punk-Rock-Band Green Day.

## Verwaltungseinheiten

### Countys
Nachfolgend die neun Countys der Bay Area sowie das Santa Cruz County, das nur gelegentlich dazugezählt wird, mit den Einwohnerzahlen der Volkszählung von 2020:
| County                     | Seat          | Bevölkerung 2020 | Fläche     |
| -------------------------- | ------------- | ---------------- | ---------- |
| Alameda County             | Oakland       | 1.682.353        | 1.911 km²  |
| Contra Costa County        | Martinez      | 1.165.927        | 1.865 km²  |
| Marin County               | San Rafael    | 262.321          | 1.347 km²  |
| Napa County                | Napa          | 138.019          | 1.953 km²  |
| San Francisco County       | San Francisco | 873.965          | 0122 km²   |
| San Mateo County           | Redwood City  | 764.442          | 1.163 km²  |
| Santa Clara County         | San Jose      | 1.936.259        | 3.344 km²  |
| Santa Cruz County          | Santa Cruz    | 270.861          | 1.155 km²  |
| Solano County              | Fairfield     | 453.491          | 2.145 km²  |
| Sonoma County              | Santa Rosa    | 488.863          | 4.082 km²  |
| Bay Area (ohne Santa Cruz) |               | 7.765.640        | 17.932 km² |
| Bay Area (mit Santa Cruz)  |               | 8.036.501        | 19.087 km² |

### Städte
Nachfolgend die größten Städte der Bay Area (inkl. Santa Cruz County) mit den Einwohnerzahlen der Volkszählung von 2020, die Principal Citys sind dabei fett hervorgehoben:

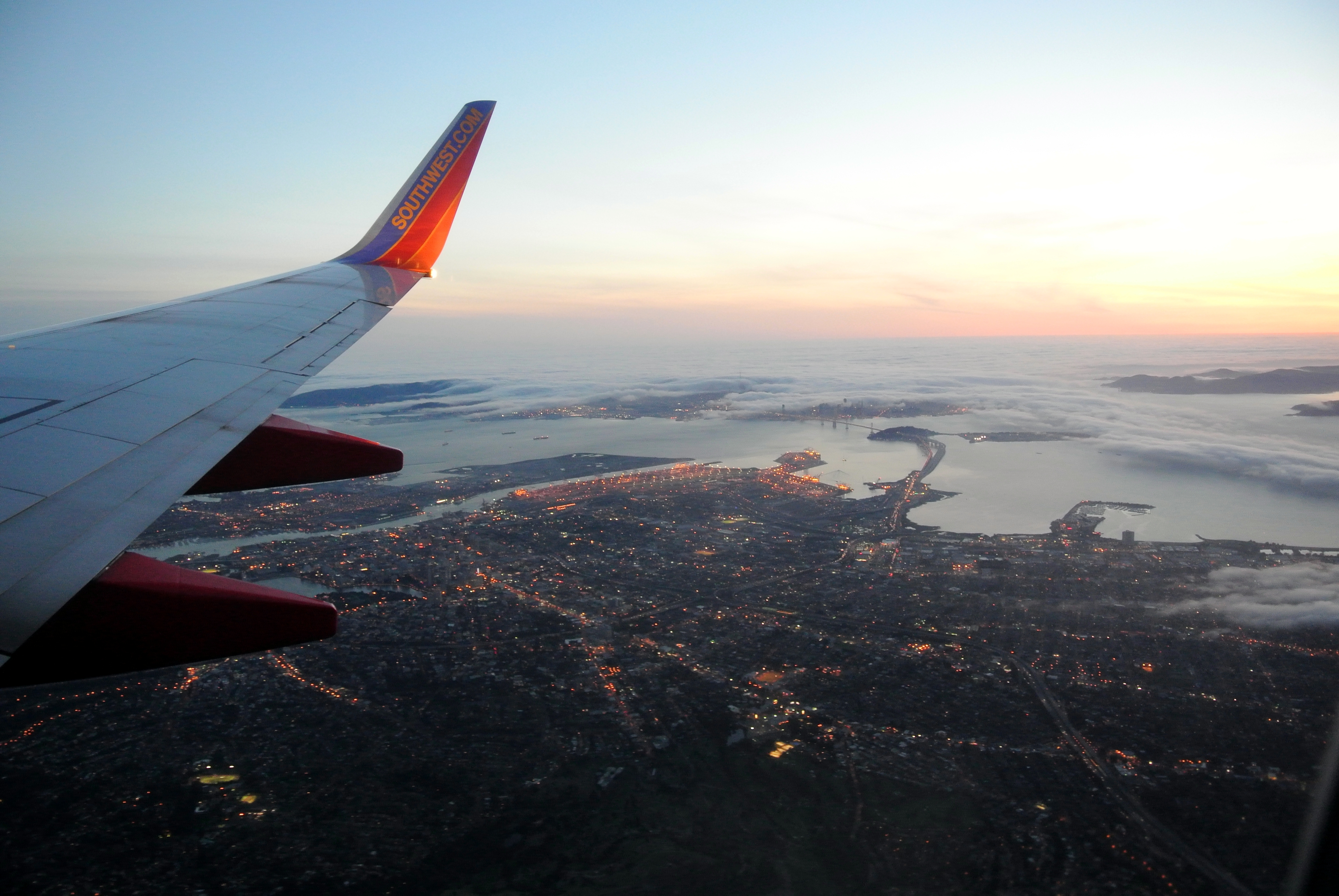
Der Süden von Berkeley, Emeryville, Oakland, Alameda und Bay Bridge

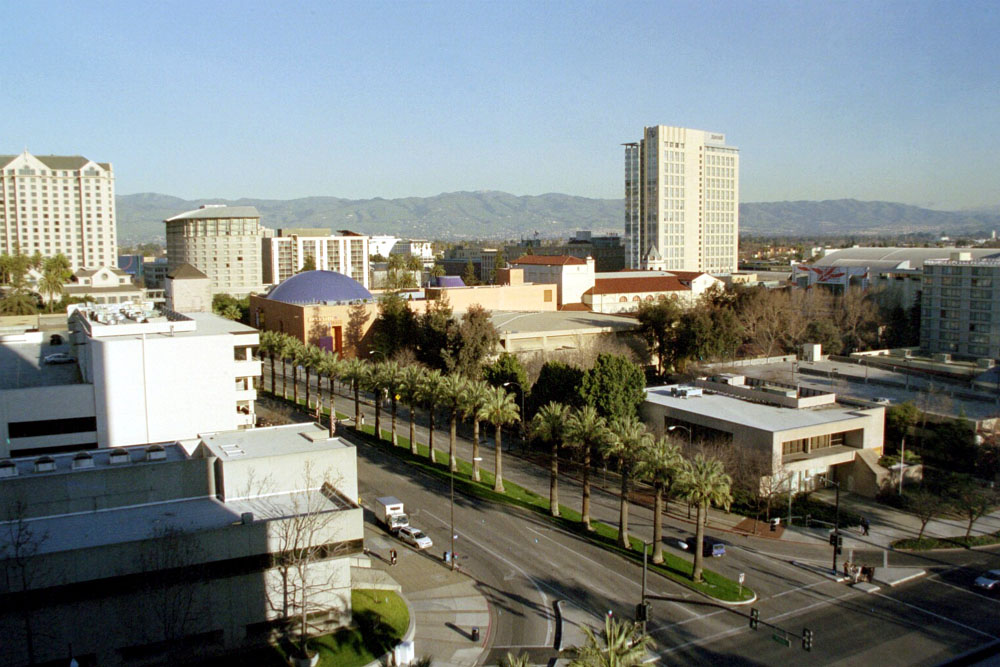
San Jose

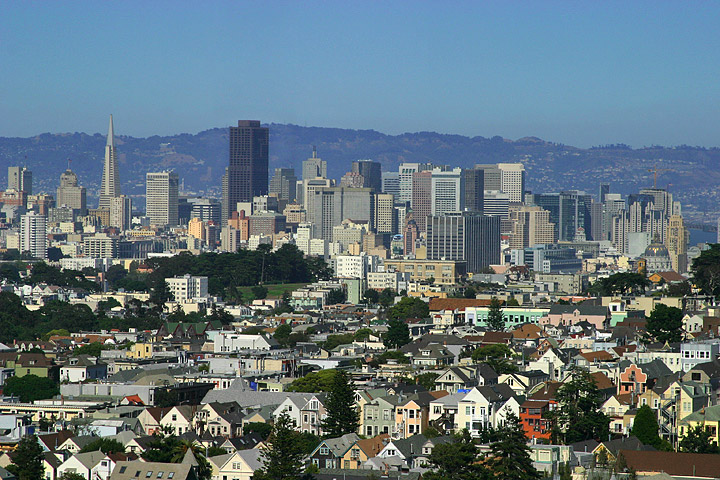
San Francisco

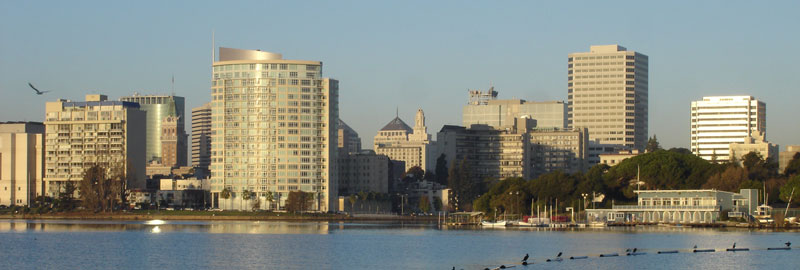
Oakland

| Rang | Stadt               | Bevölkerung 2020 |
| ---- | ------------------- | ---------------- |
| 1    | San Jose            | 1.013.240        |
| 2    | San Francisco       | 873.965          |
| 3    | Oakland             | 440.646          |
| 4    | Fremont             | 230.504          |
| 5    | Santa Rosa          | 178.127          |
| 6    | Hayward             | 162.954          |
| 7    | Sunnyvale           | 155.805          |
| 8    | Santa Clara         | 127.647          |
| 9    | Vallejo             | 126.090          |
| 10   | Concord             | 125.410          |
| 11   | Berkeley            | 124.321          |
| 12   | Fairfield           | 119.881          |
| 13   | Richmond            | 116.448          |
| 14   | Antioch             | 115.291          |
| 15   | San Mateo           | 105.661          |
| 16   | Daly City           | 104.901          |
| 17   | Vacaville           | 102.386          |
| 18   | San Leandro         | 91.008           |
| 19   | Livermore           | 87.955           |
| 29   | San Ramon           | 84.605           |
| 21   | Redwood City        | 84.292           |
| 22   | Mountain View       | 82.376           |
| 23   | Milpitas            | 80.273           |
| 24   | Pleasanton          | 79.871           |
| 25   | Napa                | 79.246           |
| 26   | Alameda             | 78.280           |
| 27   | Pittsburg           | 76.416           |
| 28   | Union City          | 70.143           |
| 29   | Walnut Creek        | 70.127           |
| 30   | Palo Alto           | 68.572           |
| 31   | Brentwood           | 64.292           |
| 32   | South San Francisco | 66.105           |
| 33   | Santa Cruz          | 62.956           |
| 34   | San Rafael          | 61.271           |
| 35   | Cupertino           | 60.381           |
| 36   | Petaluma            | 59.776           |
| 37   | Novato              | 53.225           |
| 38   | Watsonville         | 52.590           |

## Einzelnachweise

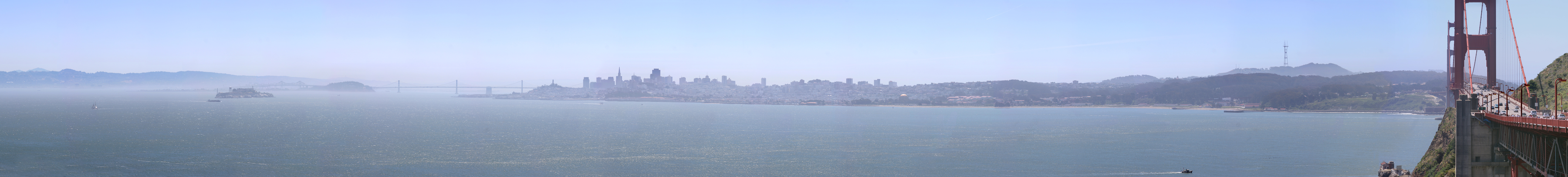
Panoramaansicht der Bucht von San Francisco